# Dolores Echaide
Dolores Echaide Itarte, también conocida como Lola Echaide (San Sebastián, 19 de abril de 1928–Ibidem, 18 de julio de 2018) fue una arqueóloga española, responsable de campo en las campañas de F. Clark Howell y Leslie Freeman en los yacimientos de Torralba y Ambrona.

## Biografía
Comenzó la carrera de Filosofía y Letras en Madrid en 1951 finalizando sus estudios en la Universidad de Zaragoza en 1962. Hablaba inglés, francés y tenía conocimientos de alemán. Gracias a esta formación, mientras estudiaba 4.º de carrera (1962), fue nombrada delegada de la excavación de Torralba por el delegado del Ministerio de Educación Nacional, donde estuvo acompañada por otras compañeras de estudios: Blanca Izquierdo y Maribel Bea. Además de participar como delegada, organizó el equipo de obreros y ejerció como traductora.
En 1963, realizó una estancia de siete meses en la Universidad de Chicago donde estudió y expuso sus resultados de las excavaciones de Torralba y Ambrona. Residió durante varias temporadas de su vida en la localidad soriana de Ambrona.
Falleció en San Sebastián, el 18 de julio de 2018.

## Excavaciones
Echaide dedicó gran parte de su carrera a los yacimientos de Torralba y Ambrona (Soria, España). Allí tuvo un papel de responsabilidad crucial a la par que desconocido. Participó en varias campañas, en 1962, y posteriormente en 1973 y en 1981-1983, desarrollando tareas fundamentales. Fue supervisora de la excavación, en la que trabajó junto a F. Clark Howell, siendo además delegada de la Dirección General de Bellas Artes en la excavación.
Dentro de un proyecto de investigación del CENIEH sobre estas excavaciones, Manuel Santonja ha dado a conocer la contribución de Dolores Echaide a la investigación en torno a las excavaciones realizadas en los yacimientos de Torralba y Ambrona por los profesores estadounidenses F. Clark Howell y Leslie Freeman en las décadas de 1960 y 1980. Partiendo de documentación entregada en 2016 por Ana Echaide, hermana de la arqueóloga, al propio Santonja, entonces codirector junto con Alfredo Pérez González de los trabajos en estos yacimientos sorianos, se pusieron de manifiesto las referencias sobre los investigadores que colaboraron en aquellos proyectos, sobre la metodología y sobre las áreas excavadas en las campañas dirigidas por los profesores Howell y Freeman.
Especial interés tienen los originales en español de dos monografías, una sobre los resultados obtenidos en Torralba entre 1961 y 1963, y otra sobre las campañas de 1980 y 1981 en Ambrona, ambas prácticamente finalizadas. En 1963, excavó en el yacimiento de Aitzbitarte IV, en las cuevas de Aitzbitarte, Guipúzcoa, primeros descubrimientos paleolíticos en el País Vasco con el sacerdote y antropólogo vasco J. M. Barandiarán. Posteriormente, en 1965, realizó excavaciones en Lezetxiki.
Participó en la excavaciones del yacimiento de Gándaras de Budiño en Galicia, que calificó como achelense. Con una beca de la Wenner-Gren Foundation for Anthropological Research, Echaide realizó una publicación sobre la industria lítica en dicho yacimiento de Gándaras de Budiño.

## Obra destacada
- 1971 – La industria lítica del yacimiento de Budiño (Pontevedra, España).[1]

## Reconocimientos
En los años 60, Echaide recibió una beca de la Wenner-Gren Foundation for Anthropological Research, que es una fundación privada estadounidense dedicada al avance de la antropología en el mundo, localizada en la ciudad de Nueva York, siendo una de las fuentes de financiación fundamentales en el campo de la investigación arqueológica.
En 2019, el investigador y arqueólogo Manuel Santoja publicó una investigación basada en los trabajos de Echaide, y que lleva por título El desarrollo de la investigación en los yacimientos Paleolíticos de Torralba y Ambrona (Soria, España) a partir de los diarios inéditos de Dolores Echaide.